# François-Henri Guillaume
François Henri Théodore Guillaume (Schaarbeek, 28 september 1913 - Etterbeek, 8 december 1963) was een Belgisch volksvertegenwoordiger en burgemeester.

## Levensloop
Guillaume doorliep de moderne humaniora aan het atheneum van Schaarbeek. Voor de middenjury behaalde hij ook het diploma oude humaniora. Hij begon aan de VUB geneeskunde te studeren, maar voltooide deze studies niet. Hij ging werken als beambte bij de gemeente Evere.
Onder de naam Franz Hiernaux schreef hij verschillende romans en onder de naam Franz Hazy liedjes en marsen.
Guillaume was tot in 1938 secretaris en nadien voorzitter van de Socialistische Jonge Wacht. Hij werd gemeenteraadslid van Evere in 1938, schepen in 1947 en burgemeester in 1948, een mandaat dat hij uitoefende tot aan zijn dood.
Tijdens de Tweede Wereldoorlog nam hij als opgeroepen milicien deel aan de Achttiendaagse Veldtocht, en was vervolgens actief in het verzet. Hij was medestichter van de Gewapende Partizanen en van het Rassemblement National de la Jeunesse en was lid van het nationaal bestuur van het Onafhankelijkheidsfront. 
Hij stichtte clandestiene bladen en richtte drie homes op, die hij zelf persoonlijk leidde, waar Joodse kinderen konden onderduiken.
In 1957 werd hij socialistisch volksvertegenwoordiger voor het arrondissement Brussel, in opvolging van Paul-Henri Spaak. Ook dit mandaat vervulde hij tot aan zijn dood. Hij was ook voorzitter van de sociale huisvestingsmaatschappij Ieder Zijn Huis.
Zijn zoon, François Guillaume, was eveneens burgemeester van Evere, van 1970 tot 1997.